# Lebensmittel Praxis
Lebensmittel Praxis (LP) ist ein deutsches Branchenmagazin für den Lebensmittelhandel und die Ernährungsindustrie und wird von der LPV GmbH, einem Tochterunternehmen des Landwirtschaftsverlags in Münster, herausgegeben. Das Magazin erscheint seit 1949, damals noch unter dem Namen „Neuwieder Hefte“. Seit 2014 gibt es neben der Printausgabe auch eine digitale Version.

## Zielgruppe
Die LP richtet sich an die komplette Lebensmittelbranche. Auf Handelsseite sind das vor allem selbstständige oder regiegeführte Lebensmitteleinzelhändler, Sortimentsverantwortliche in den Supermärkten bis hin zu Entscheidern in den Handelszentralen. In Industrieunternehmen findet das Magazin bei Mediaverantwortlichen, im Marketing oder bei Produktmanagern Beachtung. In Teilen erreicht die LP auch Entscheider in Cash & Carry-Märkten, Discountern und Drogeriemärkten.

## Themen
Die Redaktion berichtet über Strategien des Einzelhandels und der Industrie, über neue Produkte oder Verkaufsprozesse. Dazu kommen aktuelle Branchennachrichten, Hintergrund-Reportagen sowie Analysen, Trends oder Personalien.

## Portfolio
Neben der Print- und E-Paper-Ausgabe des Magazins gibt es ein Online- und Digital-Angebot, einen täglichen und einen internationalen Newsletter, sowie zahlreiche wichtige Branchentreffs und Kongresse wie zum Beispiel den Supermarkt des Jahres. Darüber hinaus bewertet die LP Leistungen durch etablierte Branchenpreise wie „Produkt des Jahres“.

## Auflage
Die Print- und E-Paper-Auflage der Lebensmittel Praxis ist IVW-geprüft.